# Иссерпан
Иссерпа́н (фр. Isserpent) — коммуна во Франции, находится в регионе Овернь. Департамент коммуны — Алье. Входит в состав кантона Лапалис. Округ коммуны — Виши.
Код INSEE коммуны — 03131.

## Население
Население коммуны на 2008 год составляло 494 человека.
| 1962 | 1968 | 1975 | 1982 | 1990 | 1999 | 2008 |
| ---- | ---- | ---- | ---- | ---- | ---- | ---- |
| 593  | 677  | 569  | 536  | 511  | 485  | 494  |

## Экономика
В 2007 году среди 290 человек в трудоспособном возрасте (15—64 лет) 224 были экономически активными, 66 — неактивными (показатель активности — 77,2 %, в 1999 году было 66,9 %). Из 224 активных работали 206 человек (117 мужчин и 89 женщин), безработных было 18 (9 мужчин и 9 женщин). Среди 66 неактивных 17 человек были учениками или студентами, 23 — пенсионерами, 26 были неактивными по другим причинам.

## Достопримечательности
- Неоготическая церковь Сен-Бонне (1875-1878), построенная на месте бывшего замка